# Muchajjam Dajr al-Balah
Muchajjam Dajr al-Balah (arab. مخيّم دير البلح) – obóz dla uchodźców palestyńskich w Autonomii Palestyńskiej (południowa Strefa Gazy, muhafaza Dajr al-Balah). Według danych Palestyńskiego Centralnego Biura Statystycznego w 2016 roku liczył 8 563 mieszkańców.